# Etnopsicoanálisis
El término etnopsicoanálisis es fruto del trabajo de Georges Devereux, pero su definición es difícil. El etnopsicoanálisis se sitúa entre disciplinas como la etnopsiquiatría, el psicoanálisis, la antropología cultural, el culturalismo, la psicología de los pueblos, la psiquiatría transcultural, la antropología psiconalítica, e incluso la antropología médica. Los principales libros de Devereux que ilustran la complejidad terminológica son Ensayos de etnopsiquiatría general y Etnopsicoanálisis complementarista.

## Historia

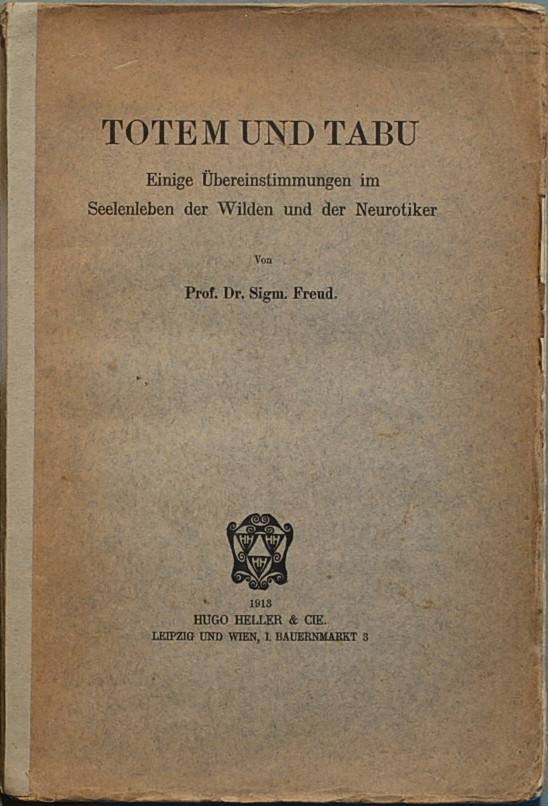
Tótem y tabú de Sigmund Freud.

Aunque en Tótem y tabú de Sigmund Freud ya había aplicado el psicoanálisis a temas de etnología, fue Géza Róheim el primero en sistematizar dicho enfoque, al cual dedicó su obra. Sin embargo, no utilizó el término etnopsicoanálisis, aunque en algún momento tuvo la intención de poner ese nombre a una revista que habría de fundarse en Hungría. Devereux retomó el término del psiquiatra haitiano Louis Mars, mientras que el término etnopsicoanálisis parece ser de su propia cosecha. Con base en sus trabajos, se puede decir que esta disciplina se define como la aplicación del psicoanálisis a materiales antropológicos, tanto en casos normales como en patológicos.
El término de etnopsiquiatría parece aplicarse más las teorías relativas a las perturbaciones psicológicas que los indígenas elaboran. El texto Etnopsiquiatría de los indios mohaves sería un ejemplo. También se puede incluir La interpretación y la terapia tradicionales del desorden mental en los wolof y los lebou de András Zempléni.
En la actualidad, y pese a las controversias acarreadas por este tema, es pertinente distinguir entre:
- El Etnopsicoanálisis como práctica y teoría vinculada a consultas especializadas.
- El Etnopsicoanálisis como etiqueta de una tendencia etnológica particular, por ejemplo, los trabajos de Pradelle de la Tour , entre ellos su texto Etnopsicoanálisis en pays bamiléké.
- Los trabajos de Bernard Juillerat, ilustrados por Œdipe chasseur, que tienen mayores vínculos con la antropología.
- Los trabajos de la escuela de Zúrich representada por las investigaciones de Paul Parin y de Fritz Morgenthaler. Observación de la génesis del yo en los dogons, es uno de los trabajo ejemplares de dicha corriente.

En el ámbito clínico, más allá de las variaciones de las prácticas y de las polémicas, se puede considerar que el etnopsicoanálisis tiene el interés de presentar una metodología del análisis de las representaciones culturales en cuanto agentes de la estructura y del funcionamiento del aparato psíquico.